# Eurytomocharis eragrostidis
Eurytomocharis eragrostidis är en stekelart som beskrevs av Howard 1896. Eurytomocharis eragrostidis ingår i släktet Eurytomocharis och familjen kragglanssteklar. Inga underarter finns listade i Catalogue of Life.